# Austriazismus

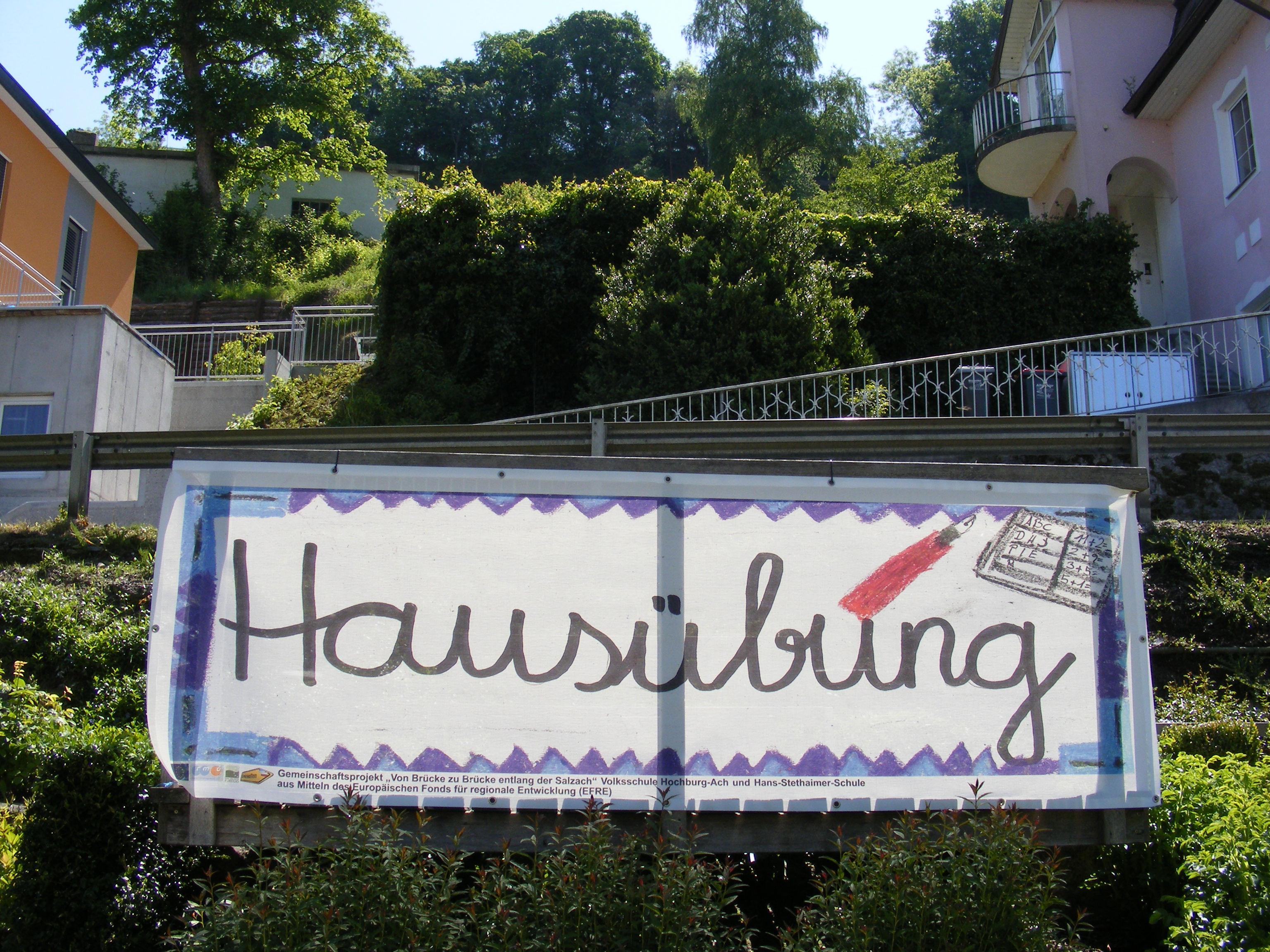
Austriazismus „Hausübung“ für „Hausaufgabe, Hausarbeit“ (Transparent im Rahmen eines länderübergreifenden Schulprojekts in Ach an der Salzach und Burghausen 2012)

Als Austriazismus bezeichnet man einen Ausdruck, der in den in Österreich verbreiteten sprachlichen Varietäten des Deutschen häufig Verwendung findet und im übrigen deutschen Sprachgebiet nicht üblich („Jänner“) oder sogar weitgehend unverständlich („Schmolle“ – Krume) ist. Austriazismen sind ein konstituierendes Element des österreichischen Deutsch und belaufen sich auf etwa 8.000 bis 45.000  Wörter in der Standardsprache.
Die entsprechenden schweizerischen Besonderheiten bezeichnet man als Helvetismen, diejenigen Belgiens als Belgizismen. Für die auf Deutschland beschränkten Besonderheiten gibt es keinen allgemein üblichen Begriff, in der sprachwissenschaftlichen Fachliteratur werden seit Mitte der 1990er die Begriffe „Teutonismus“, „Deutschlandismus“ und „Bundesgermanismus“ verwendet und kontrovers diskutiert.
Durch den grenzüberschreitenden Medienkonsum (einschließlich „soziale Medien“ online) lassen sich viele junge Österreicher durch die Prädominanz bundesdeutscher Sprache dafür einnehmen, sie als korrekter wahrzunehmen. Das österreichische Bildungsministerium ging deshalb ab 2014 dazu über, die Schullehrer anzuweisen, Austriazismen mehr zu fördern, um „Teutonismen“ zurückzudrängen. Um den speziellen Wortschatz künftig lebendiger zu halten, soll zum Beispiel im Unterricht Memory gespielt werden mit Karten, die eine Vielzahl von Begriffen auf Hochdeutsch, Schweizer Hochdeutsch und österreichischem Deutsch benennen. Das original in Österreich bei Piatnik herausgekommene Partyspiel Activity enthält zahlreiche Austriazismen-Kärtchen, so dass deutsche Spieler ohne nachzuschlagen oft nicht wussten, was gemeint war.